# Pontivy
Pontivy (bret. Pondi) – miejscowość i gmina we Francji, w regionie Bretania, w departamencie Morbihan.
Według danych na rok 1990 gminę zamieszkiwało 13 140 osób, a gęstość zaludnienia wynosiła 529 osób/km² (wśród 1269 gmin Bretanii Pontivy plasuje się na 18. miejscu pod względem liczby ludności, natomiast pod względem powierzchni na miejscu 378.).
W miejscowości znajduje się siedziba klubu piłkarskiego Garde Saint-Ivy Pontivy, który został założony w 1909 roku.